# Sabiaceae
Sabiaceae је фамилија „правих дикотиледоних" скривеносеменица, која обухвата 3 рода са око 160 врста дрвенастих биљака.